# Ковач, Тинкара
Тинкара Ковач, (словен. Tinkara Kovač; род. 3 сентября 1978 года, в Копере, Словения) — словенская певица, которая представляла Словению на конкурсе песни «Евровидение-2014» с песней «Round and Round».
Закончила музыкальную школу по классу флейты.

## Евровидение-2014
8 марта путём национального отбора была выбрана представителем Словении на «Евровидении-2014» с песней «Round and Round».
Тинкара выступила 8 мая во втором полуфинале под номером 14. По результатам голосования получила 52 очка, заняв 10 место, что позволило ей выйти в финал.
В финале 10 мая выступила под номером 17. Певица заняла 25 место, обогнав лишь Францию и набрав 9 очков.